# Свєжов Віктор Володимирович
Віктор Володимирович Свєжов (рос. Виктор Владимирович Свежов; нар. 17 травня 1991, Красногорськ, Московська область, РРФСР) — російський футболіст, центральний півзахисник.

## Життєпис
Вихованець динамівської спортивної школи імені Лева Яшина. За дубль «біло-блакитних» грав із 2007 року, вперше вийшов на поле у турнірі дублерів 13 квітня 2007 року, у неповні 16 років, на заміну у виїзному матчі проти «Зеніту» (0:1). Загалом у сезоні 2007 року провів 10 матчів за дубль, а вже наступного року став одним із основних півзахисників дубля, провів 24 гри, також у 2008 році вперше залучався до тренувань основного складу. У січні 2009 року виграв Меморіал Гранаткіна у складі юнацької збірної Росії. 10 квітня 2009 року забив свій перший гол за дубль у ворота «Ростова» і допоміг своїй команді перемогти з рахунком 2:0. 24 травня 2009 року вперше вийшов на поле в основному складі динамівців у переможному (1:0) домашньому матчі із «Зенітом». Влітку того ж року зіграв у матчах кваліфікації Ліги чемпіонів проти шотландського «Селтіка» (1:0, 0:2). 12 серпня 2010 року перейшов в річну оренду до «Томі». У березні 2011 року відданий в оренду «Промінь-Енергії». У лютому 2012 року підписав контракт із «Крилами Рад». Надалі грав у ФНЛ за московське «Торпедо», «Сибір», «Факел» та «Балтику». 2019 року перебрався до Білорусі, у «Мінськ». У 2020 році грав у Таджикистані за «Істіклол». У 2021-2023 роках - у КАМАЗі. У червні – серпні 2023 року – у «Чайці» (Піщанокопське).

## Статистика виступів

### Клубна
Станом на 4 липня 2020
| Клуб                                     | Сезон             | Ліга                   | Ліга  | Ліга | Нац. кубок | Нац. кубок | Конт. кубок | Конт. кубок | Інші  | Інші | Загалом | Загалом |
| Клуб                                     | Сезон             | Дивізіон               | Матчі | Голи | Матчі      | Голи       | Матчі       | Голи        | Матчі | Голи | Матчі   | Голи    |
| ---------------------------------------- | ----------------- | ---------------------- | ----- | ---- | ---------- | ---------- | ----------- | ----------- | ----- | ---- | ------- | ------- |
| «Динамо» (Москва)                        | 2009              | Прем'єр-ліга Росії     | 8     | 0    | 0          | 0          | 2           | 0           | -     | -    | 10      | 0       |
| «Динамо» (Москва)                        | 2010              | Прем'єр-ліга Росії     | 0     | 0    | 0          | 0          | -           | -           | -     | -    | 0       | 0       |
| «Динамо» (Москва)                        | 2011–12           | Прем'єр-ліга Росії     | 0     | 0    | 0          | 0          | -           | -           | -     | -    | 0       | 0       |
| «Динамо» (Москва)                        | Загалом           | Загалом                | 8     | 0    | 0          | 0          | 2           | 0           | -     | -    | 10      | 0       |
| «Том» (Томськ) (оренда)                  | 2010              | Прем'єр-ліга Росії     | 1     | 0    | 0          | 0          | -           | -           | -     | -    | 1       | 0       |
| «Промінь-Енергія» (Владивосток) (оренда) | 2011–12           | ФНЛ Росії              | 34    | 1    | 3          | 0          | -           | -           | -     | -    | 37      | 1       |
| «Крила Рад» (Самара)                     | 2011–12           | Прем'єр-ліга Росії     | 7     | 0    | 0          | 0          | -           | -           | -     | -    | 7       | 0       |
| «Крила Рад» (Самара)                     | 2012–13           | Прем'єр-ліга Росії     | 14    | 0    | 1          | 1          | -           | -           | 0     | 0    | 15      | 1       |
| «Крила Рад» (Самара)                     | 2013–14           | Прем'єр-ліга Росії     | 0     | 0    | 0          | 0          | -           | -           | -     | -    | 0       | 0       |
| «Крила Рад» (Самара)                     | Загалом           | Загалом                | 21    | 0    | 1          | 1          | -           | -           | 0     | 0    | 22      | 2       |
| «Торпедо» (Москва) (оренда)              | 2013–14           | ФНЛ Росії              | 15    | 1    | 1          | 0          | -           | -           | -     | -    | 16      | 1       |
| «Сибір» (Новосибірськ)                   | 2014–15           | ФНЛ Росії              | 24    | 7    | 2          | 0          | -           | -           | -     | -    | 26      | 7       |
| «Факел» (Воронеж)                        | 2015–16           | ФНЛ Росії              | 27    | 1    | 1          | 1          | -           | -           | -     | -    | 28      | 2       |
| «Факел» (Воронеж)                        | 2016–17           | ФНЛ Росії              | 18    | 0    | 0          | 0          | -           | -           | -     | -    | 18      | 0       |
| «Факел» (Воронеж)                        | Загалом           | Загалом                | 45    | 1    | 1          | 1          | -           | -           | -     | -    | 46      | 2       |
| «Балтика» (Калінінград)                  | 2017–18           | ФНЛ Росії              | 34    | 0    | 1          | 0          | -           | -           | -     | -    | 35      | 0       |
| «Сибір» (Новосибірськ)                   | 2018–19           | ФНЛ Росії              | 22    | 2    | 0          | 0          | -           | -           | -     | -    | 22      | 2       |
| «Мінськ»                                 | 2019              | Вища ліга Білорусі     | 13    | 0    | 0          | 0          | -           | -           | -     | -    | 13      | 0       |
| «Істіклол»                               | 2020              | Вища ліга Таджикистану | 8     | 0    | 0          | 0          | 2           | 0           | 1     | 0    | 11      | 0       |
| Усього за кар'єру                        | Усього за кар'єру | Усього за кар'єру      | 225   | 12   | 9          | 2          | 4           | 0           | 1     | 0    | 239     | 14      |

## Досягнення

### Командні
- Першість ФНЛ
  -  Бронзовий призер (1): 2013/14

- Меморіал Гранаткіна
  -  Чемпіон (1): 2009[1]

- Суперкубок Таджикистану
  -  Володар (1): 2020

### Особисті
- Приз «Надія Динамо»: 2009[10]